# Exposé (film, 1998)
Pour les articles homonymes, voir Exposé.
Pour plus de détails, voir Fiche technique et Distribution.
Exposé (Footsteps) est un film américain de Daphna Edwards, sorti en 1998.

## Fiche technique
- Titre original : Footsteps
- Titre français : Exposé
- Réalisation : Daphna Edwards
- Scénario : Daphna Edwards
- Musique : Amilia K. Spicer et Alex Wurman
- Photographie : David J. Miller
- Montage : Irit Raz
- Décors : John Marshall
- Costumes : Robin Newland
- Production :
  - Producteurs : Ami Artzi et Daphna Edwards
  - Producteurs délégués : Arthur Gilbert et Tzvika Vloch
  - Coproducteur délégué : David Brian Moore
  - Coproducteurs : Al Munteanu et Peter Popp
- Société de production : AMCO Entertainment Group
- Sociétés de distribution : AMCO Entertainment Group et Bruder Releasing
- Pays d'origine :  États-Unis,  Suède
- Langue : anglais
- Genre : Drame
- Durée : 92 minutes
- Sortie : 1998

## Distribution
- Karina Lombard : Amber Collins
- María Conchita Alonso : Nancy Drake
- Damian Chapa : Jason Drake
- Steven Schub : Richard Dunn, Esq.
- Sandra Bernhard : Janet
- Gavin Harrison : Bob
- Tom Schanley (en) : Steve Collins
- Amy Breliant : Maxie
- Karen Breliant : Theresa
- Brian Donovan : officier de police
- Tippi Hedren :
- Kool Moe Dee : Martika	Martika
- Sascha Rasmussen : garde
- Allan Rich :
- Robert Romanus (en) :
- Cari Shayne :
- Austin St. John : inspecteur Anderson